# Gunter Reski
Gunter Reski (* 1961 in Bochum) ist ein deutscher Maler und Professor für Malerei an der Hochschule für Gestaltung Offenbach.

## Leben
Gunter Reski studierte von 1986 bis 1992 an der Hochschule für bildende Künste Hamburg unter KP Brehmer und Gotthard Graubner. Von 2002 bis 2004 war er Gastprofessor an der Hochschule für bildende Künste Hamburg. Von 2004 bis 2010 arbeitete er an der Kunsthochschule Oslo. 2012/13 erfolgte ein Lehrauftrag an der Kunsthochschule Berlin-Weißensee.
Reski hat zahlreich in Deutschland und dem europäischen Ausland ausgestellt. Er verbindet in seinen Werken figurative und surrealistische Momente. Er baut häufig Textfragmente in seine Werke ein und ist außerdem Autor von kunsttheoretischen Texten. Seine Texte zeichnen sich dabei durch sarkastische Stilelemente aus. Ebenso hat Reski zur Kunstkritik veröffentlicht.
Reski lebt in Berlin und Offenbach.